# Paróquia de St. Helena
A Paróquia de St. Helena é uma das 64 paróquias do estado americano da Luisiana. A sede da paróquia é Greensburg, e sua maior cidade é Greensburg.
A paróquia possui uma área de 1 060 km² (dos quais 3 km² estão cobertas por água), uma população de 10 525 habitantes, e uma densidade populacional de 10 hab/km² (segundo o censo nacional de 2000). 